# AEW TBS Championship
AEW TBS Championship (em português, Campeonato TBS da AEW) é um campeonato televisivo de luta profissional feminino criado e promovido pela promoção americana All Elite Wrestling (AEW). Fundado em 6 de outubro de 2021, é o campeonato secundário da divisão feminina da promoção. É nomeado após a rede de televisão TBS, que atualmente exibe o principal programa da AEW, Dynamite. A campeã inaugural foi Jade Cargill, enquanto a atual campeã é Mercedes Moné, que está em seu primeiro reinado.

## História

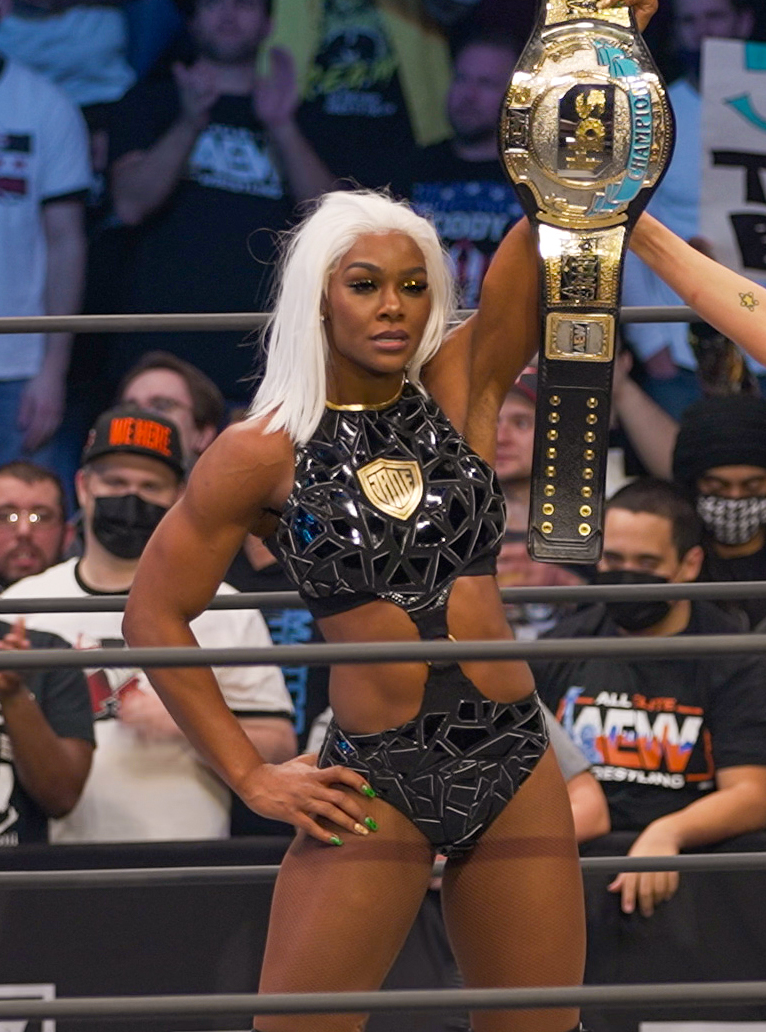
A primeira campeã, Jade Cargill

Em março de 2020, a All Elite Wrestling (AEW) estabeleceu o Campeonato TNT como um campeonato secundário para a divisão masculina, em homenagem à rede de televisão TNT, de propriedade da WarnerMedia. Em maio de 2021, foi anunciado que o principal programa da AEW, Dynamite, passaria da TNT para o canal irmão da rede, TBS, também de propriedade da WarnerMedia, em janeiro de 2022, enquanto o outro programa principal da AEW, Rampage, seria transmitido pela TNT. Apesar do Dynamite se mudar para a TBS, o jornalista de wrestling Dave Meltzer informou que o Campeonato TNT não seria renomeado. O executivo e lutador da AEW Cody Rhodes também afirmou que não havia planos para renomear o campeonato e que não havia planos para um Campeonato TBS separado para lutadores masculinos. Mais tarde, foi relatado que a promoção introduziria um campeonato feminino secundário e seria chamado de Campeonato TBS.
Antes do episódio de 6 de outubro de 2021 do Dynamite, o presidente e CEO da AEW, Tony Khan, disse que haveria um grande anúncio feito no programa. Durante o episódio, o comentarista da AEW Tony Schiavone e a árbitra Aubrey Edwards revelaram oficialmente o Campeonato TBS como um campeonato secundário para a divisão feminina. A AEW anunciou que a campeã inaugural seria determinada por um torneio de eliminação única. A chave do torneio foi revelada no episódio de 22 de outubro de Rampage com 12 mulheres. O torneio em si começou no episódio de 23 de outubro do Dynamite e foi concluído no episódio de 5 de janeiro de 2022, a transmissão de estreia do programa na TBS. Na final do torneio, Jade Cargill derrotou Ruby Soho para se tornar a campeã inaugural TBS.

### Torneio Inaugural
No episódio de 22 de outubro de 2021 do Rampage, foram reveladas as participantes do torneio inaugural. Tony Khan anunciou na Busted Open Radio que o torneio teria 12 mulheres com quatro delas recebendo um bye na primeira rodada.
|  | Primeira Rodada | Primeira Rodada | Primeira Rodada |              |       | Quartas de final | Quartas de final | Quartas de final |       |  | Semifinais | Semifinais | Semifinais   |     |  | Final | Final | Final |
|  |                 |                 |                 |              |       |                  |                  |                  |       |  |            |            |              |     |  |       |       |       |
|  |                 |                 |                 |              |       |                  |                  |                  |       |  |            |            |              |     |  |       |       |       |
|  |                 |                 | Thunder Rosa    | Pin          |       |                  |                  |                  |       |  |            |            |              |     |  |       |       |       |
|  |                 |                 |                 | Pin          |       |                  |                  |                  |       |  |            |            |              |     |  |       |       |       |
|  |                 |                 |                 | Jamie Hayter | 10:33 |                  |                  |                  |       |  |            |            |              |     |  |       |       |       |
|  |                 | Anna Jay        | 5:52            | Jamie Hayter | 10:33 |                  |                  |                  |       |  |            |            |              |     |  |       |       |       |
|  |                 | Anna Jay        | 5:52            |              |       |                  |                  |                  |       |  |            |            |              |     |  |       |       |       |
|  |                 | Jamie Hayter    | Pin             |              |       |                  |                  |                  |       |  |            |            |              |     |  |       |       |       |
|  |                 |                 |                 |              |       |                  |                  | Thunder Rosa     | 11:00 |  |            |            |              |     |  |       |       |       |
|  |                 |                 |                 |              |       |                  |                  |                  | 11:00 |  |            |            |              |     |  |       |       |       |
|  |                 |                 | Jade Cargill    | Pin          |       |                  |                  |                  |       |  |            |            |              |     |  |       |       |       |
|  |                 |                 | Jade Cargill    | Pin          |       |                  |                  |                  |       |  |            |            |              |     |  |       |       |       |
|  |                 |                 |                 |              |       |                  |                  |                  |       |  |            |            |              |     |  |       |       |       |
|  |                 |                 |                 |              |       |                  |                  |                  |       |  |            |            |              |     |  |       |       |       |
|  |                 |                 | Jade Cargill    | Pin          |       |                  |                  |                  |       |  |            |            |              |     |  |       |       |       |
|  |                 |                 |                 | Pin          |       |                  |                  |                  |       |  |            |            |              |     |  |       |       |       |
|  |                 |                 |                 | Red Velvet   | 9:47  |                  |                  |                  |       |  |            |            |              |     |  |       |       |       |
|  |                 | The Bunny       | 3:31            | Red Velvet   | 9:47  |                  |                  |                  |       |  |            |            |              |     |  |       |       |       |
|  |                 | The Bunny       | 3:31            |              |       |                  |                  |                  |       |  |            |            |              |     |  |       |       |       |
|  |                 | Red Velvet      | Pin             |              |       |                  |                  |                  |       |  |            |            |              |     |  |       |       |       |
|  |                 |                 |                 |              |       |                  |                  |                  |       |  |            |            | Jade Cargill | Pin |  |       |       |       |
|  |                 |                 |                 |              |       |                  |                  |                  |       |  |            |            |              |     |  |       |       |       |
|  |                 |                 | Ruby Soho       | 11:22        |       |                  |                  |                  |       |  |            |            |              |     |  |       |       |       |
|  |                 |                 | Ruby Soho       | 11:22        |       |                  |                  |                  |       |  |            |            |              |     |  |       |       |       |
|  |                 |                 |                 |              |       |                  |                  |                  |       |  |            |            |              |     |  |       |       |       |
|  |                 |                 |                 |              |       |                  |                  |                  |       |  |            |            |              |     |  |       |       |       |
|  |                 |                 | Nyla Rose       | Sub          |       |                  |                  |                  |       |  |            |            |              |     |  |       |       |       |
|  |                 |                 |                 | Sub          |       |                  |                  |                  |       |  |            |            |              |     |  |       |       |       |
|  |                 |                 |                 | Hikaru Shida | 11:27 |                  |                  |                  |       |  |            |            |              |     |  |       |       |       |
|  |                 | Serena Deeb     | 11:04           | Hikaru Shida | 11:27 |                  |                  |                  |       |  |            |            |              |     |  |       |       |       |
|  |                 | Serena Deeb     | 11:04           |              |       |                  |                  |                  |       |  |            |            |              |     |  |       |       |       |
|  |                 | Hikaru Shida    | Pin             |              |       |                  |                  |                  |       |  |            |            |              |     |  |       |       |       |
|  |                 |                 |                 |              |       |                  |                  | Nyla Rose        | 14:36 |  |            |            |              |     |  |       |       |       |
|  |                 |                 |                 |              |       |                  |                  |                  | 14:36 |  |            |            |              |     |  |       |       |       |
|  |                 |                 | Ruby Soho       | Pin          |       |                  |                  |                  |       |  |            |            |              |     |  |       |       |       |
|  |                 |                 | Ruby Soho       | Pin          |       |                  |                  |                  |       |  |            |            |              |     |  |       |       |       |
|  |                 |                 |                 |              |       |                  |                  |                  |       |  |            |            |              |     |  |       |       |       |
|  |                 |                 |                 |              |       |                  |                  |                  |       |  |            |            |              |     |  |       |       |       |
|  |                 |                 | Kris Statlander | 10:12        |       |                  |                  |                  |       |  |            |            |              |     |  |       |       |       |
|  |                 |                 |                 | 10:12        |       |                  |                  |                  |       |  |            |            |              |     |  |       |       |       |
|  |                 |                 |                 | Ruby Soho    | Pin   |                  |                  |                  |       |  |            |            |              |     |  |       |       |       |
|  |                 | Penelope Ford   | 8:46            | Ruby Soho    | Pin   |                  |                  |                  |       |  |            |            |              |     |  |       |       |       |
|  |                 | Penelope Ford   | 8:46            |              |       |                  |                  |                  |       |  |            |            |              |     |  |       |       |       |
|  |                 | Ruby Soho       | Pin             |              |       |                  |                  |                  |       |  |            |            |              |     |  |       |       |       |

## Design do título
O design do cinto do Campeonato TBS é quase idêntico ao do Campeonato TNT, com algumas diferenças notáveis. O cinto tem seis placas em uma pulseira de couro preta. A placa central apresenta um logotipo de rede TBS em relevo no centro. Acima do logotipo da TBS está o logotipo da AEW, enquanto abaixo do logotipo da TBS há uma faixa azul que diz "CAMPEÃO" (contra a faixa vermelha no título da TNT). As duas placas laterais internas são as mesmas do Campeonato TNT, apresentando o "Tara on Techwood", 1050 Techwood Drive em Atlanta, o edifício que foi a casa original de TNT e TBS. Também como o título TNT, as duas placas laterais externas apresentam o logotipo da AEW, enquanto uma terceira placa lateral menor no lado direito também apresenta o logotipo da promoção. O cinto foi desenhado por Ron Edwardsen da Red Leather, que também projetou o Campeonato TNT, e o revestimento duplo real em ouro/níquel, pintura e couro foram completados por Reinaldo Horday da Rey Rey Championship Belts.

## Reinados

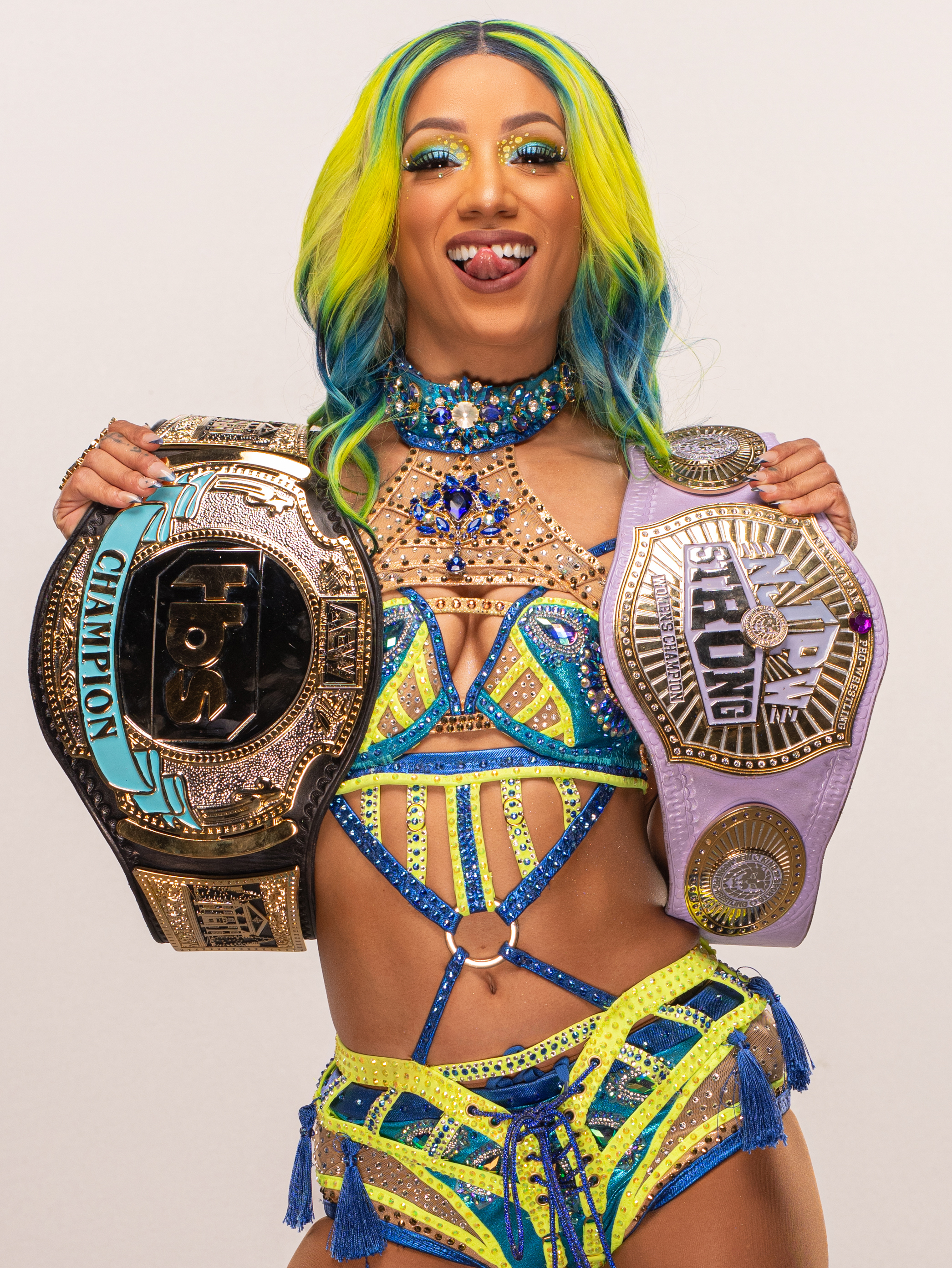
Atual campeã, Mercedes Moné, com o Campeonato TBS da AEW (esquerda) e o Strong Women's Championship da New Japan Pro-Wrestling (direita).

Até 29 de abril de 2025, houve cinco reinados entre cinco campeãs. Jade Cargill foi a campeã inaugural e tem o reinado mais longo com 508 dias, que também é o reinado mais longo de qualquer campeonato da AEW. Willow Nightingale tem o reinado mais curto, com 35 dias. Mercedes Moné é a campeã mais velha, conquistando o título aos 32 anos, enquanto Hart é a mais jovem aos 22, tornando-a também a campeã feminina mais jovem da história da AEW.
Mercedes Moné é a atual campeã em seu primeiro reinado. Ela derrotou a campeã anterior Willow Nightingale no Double or Nothing em 26 de maio de 2024, em Paradise, Nevada.
| Nº          | Ordem de reinados na história.            |
| Reinado     | O número de reinados de cada lutadora.    |
| Localização | A cidade em que o título foi conquistado. |
| Evento      | O evento em que o título foi conquistado. |

| Nº                        | Campeã             | Mudança de campeã      | Mudança de campeã | Mudança de campeã | Estatísticas do reinado | Estatísticas do reinado | Notas | Ref.   |
| Nº                        | Campeã             | Data                   | Evento            | Local             | Reinado                 | Dias                    | Notas | Ref.   |
| ------------------------- | ------------------ | ---------------------- | ----------------- | ----------------- | ----------------------- | ----------------------- | --- | ------ |
| All Elite Wrestling (AEW) |                    |                        |                   |                   |                         |                         | |        |
| 1                         | Jade Cargill       | 5 de janeiro de 2022   | Dynamite          | Newark, NJ        | 1                       | 508                     | Derrotou Ruby Soho em uma final de torneio para se tornar o campeão inaugural.                                                          | [ 15 ] |
| 2                         | Kris Statlander    | 28 de maio de 2023     | Double or Nothing | Paradise, NV      | 1                       | 174                     | | [ 16 ] |
| 3                         | Julia Hart         | 18 de novembro de 2023 | Full Gear         | Inglewood, CA     | 1                       | 155                     | Esta foi uma luta three-way, que também envolveu Skye Blue, em quem Hart fez o pin.                                                     | [ 17 ] |
| 4                         | Willow Nightingale | 21 de abril de 2024    | Dynasty           | St. Louis, MO     | 1                       | 35                      | Esta foi uma luta "House Rules". A estipulação de Nightingale era que Skye Blue e Kris Statlander fossem impedidas de entrar no ringue. | [ 18 ] |
| 5                         | Mercedes Moné      | 26 de maio de 2024     | Double or Nothing | Paradise, NV      | 1                       | 338+                    | | [ 19 ] |